# Alalu
Alalu era um deus da mitologia hurrita, na antiga Mesopotâmia. Alalu era uma primitiva divindade, após nove anos de reinado, Alalu foi derrotado por seu filho Anu. O filho de Anu, Cumarbi também derrotou seu pai, e seu filho Tessube o derrotou também. Os estudiosos têm apontado as semelhanças entre o mito da criação hurrita e a história da mitologia grega de Urano , Cronos e Zeus.